# Polystichum lucidum
Polystichum lucidum là một loài dương xỉ trong họ Dryopteridaceae. Loài này được Bech. mô tả khoa học đầu tiên..
Danh pháp khoa học của loài này chưa được làm sáng tỏ. 